# Nieczulice-Kolonia
Nieczulice-Kolonia – wieś w Polsce, położona w województwie świętokrzyskim, w powiecie starachowickim, w gminie Pawłów.
| SIMC    | Nazwa   | Rodzaj     |
| ------- | ------- | ---------- |
| 0260592 | Podgóry | przysiółek |

W latach 1975–1998 miejscowość położona była w województwie kieleckim.